# Herman Toothrot
Herman Toothrot es un personaje de ficción originario de la saga de juegos de aventura Monkey Island, desarrollado por LucasArts.

## Historia
El personaje de Herman está basado en la figura de Ben Gunn, el náufrago de la novela La isla del tesoro, aunque quizá recuerde más a la figura de Robinson Crusoe.
El personaje de Herman también está influenciado por la figura del gobernador Sawney, el loco del libro En costas extrañas, de Tim Powers, con el que también comparte la habilidad de dar pistas con frases aparentemente sin sentido. 
Según La Fuga de Monkey Island, Toothrot sufre de amnesia y no puede recordar su nombre real, que es Horatio Torquemada Marley, es decir, Herman antes de convertirse en náufrago, fue el gobernador de la zona de las tres islas y es abuelo de Elaine Marley.
Herman aparece de una forma u otra en todas las partes de la saga.
- Datos: Q2275396